# Apozomus watsoni
Apozomus watsoni är en spindeldjursart som beskrevs av Harvey 1992. Apozomus watsoni ingår i släktet Apozomus och familjen Hubbardiidae. Inga underarter finns listade i Catalogue of Life.